# Marie-Anne de Saxe-Altenbourg
La princesse Marie-Anne de Saxe-Altenbourg (14 mars 1864 – 3 mai 1918) est l'épouse de Georges de Schaumbourg-Lippe. Elle est la fille aînée du Maurice-François de Saxe-Altenbourg et son épouse la princesse Augusta de Saxe-Meiningen, et une sœur d'Ernest II de Saxe-Altenbourg.

## Mariage et descendance
Le 16 avril 1882 à Altenbourg, Marie-Anne épouse Georges de Schaumbourg-Lippe. Il est le fils aîné de Adolphe Ier de Schaumbourg-Lippe, et devient prince de Schaumbourg-Lippe, en 1893.
Le couple a neuf enfants:
- Adolphe II de Schaumbourg-Lippe (1883-1936); marié à Ellen Bischoff-Korthaus
- Georges-Maurice (1884-1920)
- Pierre (1886-1886)
- Wolrad de Schaumbourg-Lippe (1887-1962); marié à la princesse Bathildis de Schaumbourg-Lippe, une cousine
- Stephan (1891-1965); marié à Ingeborg d'Oldenbourg, fille de Frédéric-Auguste II d'Oldenbourg
- Henri (1894-1952); marié à la comtesse Marie-Erika von Hardenbourg
- Marguerite (1896-1897)
- Frédéric-Christian de Schaumbourg-Lippe (1906-1983) ; marié à la comtesse Alexandra Hedwige Johanna Bertha Marie zu Castell-Rüdenhausen
- Élisabeth (1908-1933); marié au baron Johann Hareng von Frankensdorff

À l'occasion de leurs noces d'argent en 1907, l'Empereur Guillaume II rend à Georges et de Marie-Anne le siège ancestral de la famille, le Château de Schaumbourg. Le château est contrôlé par la Maison de Hohenzollern depuis que Georges, le grand-père, s'est rangé du côté des Autrichiens en 1866, lors de la Guerre austro-prussienne. Le don est destiné à obtenir le soutien de Georges dans le litige sur la succession de Lippe-Detmold.
Le prince Georges est décédé le 29 avril 1911. La princesse Marie-Anne meurt sept ans plus tard, le 3 mai 1918 à l'âge de 54 ans.